# Fritz Freund (Maler)
Fritz Freund (* 13. April 1859 in Darmstadt; † 19. Oktober 1936 in Miesbach) war ein deutscher Maler.

## Leben
Freund, der Sohn des Bankdirektors Hugo Freund (1833–1903), wuchs ab 1871 in München auf, nachdem der Vater hier die Leitung der Süddeutschen Bodenkreditbank übernommen hatte. Seit November 1871 besuchte er das Maximiliansgymnasium in München und legte dort erfolgreich 1877 die Abiturprüfung ab. Er studierte zunächst Rechtswissenschaften und besuchte anschließend, 1879 bis 1889, die Münchner Kunstakademie unter Gabriel von Hackl, Nicolaus Gysis und Wilhelm von Lindenschmitt. Er war Mitglied der Münchner Künstlergenossenschaft, stellte später jedoch auch mit der Gruppe 48 aus. Anfänglich vom Realismus geprägt, näherte sich Freund bald dem Impressionismus. Bildmotive fand er vornehmlich in der Miesbacher Gegend. Nachdem hier seine Familie schon früh die Sommerfrische verbracht hatte, lebte Freund seit Juni 1919 mit erstem Wohnsitz hier in einem 1900 vom Vater erbauten Landhaus am oberen Tölzer Berg. In der evangelischen Apostelkirche in Miesbach befindet sich noch das Altarbild Christus auf Golgatha von seiner Hand.